# Javorník (Jeschkengebirge)
Der Javorník (deutsch Jaberlich) ist ein 684 m n.m. hoher Berg im Südosten des Jeschkengebirges in Nordböhmen (Tschechien).

## Lage und Umgebung
Er liegt rund 5 Kilometer südlich von Liberec, 2,2 Kilometer südlich von Dlouhý Most (Langenbruck) und 1,4 Kilometer südwestlich von Jeřmanice (Hermannsthal).

## Geschichte
Der Berg wurde seit dem Jahre 1899 zu einem der beliebtesten Ausflugsziele des Gebirges. Grund dafür war die Eröffnung der Gaststätte „Zum Riesenfass“. Das neben dem herkömmlichen Gasthaus errichtete hölzerne Fass mit einer Länge von 14 m und einem Durchmesser von 12 m, war zuvor in Wien anlässlich der Kaiser-Franz-Joseph-Jubiläumsausstellung (50. Thronjubiläum von Franz Joseph I.) von 1898 als Weinstube errichtet worden.
Das Fass mit einem Fassungsvermögen von 10.238 Hektoliter, das auf mehreren Ebenen Platz für 400 Personen bot, wurde nach dem Ende der Ausstellung auf dem Jaberlich aufgestellt.
Um die Attraktivität ihres Hausberges, der nur eine mäßige Aussicht bot, zu erhöhen, sammelte die Gemeinde Jaberlich Gelder für den Bau eines Aussichtsturmes. Gemeinsam mit der Sektion Liebenau des Deutschen Gebirgsvereins für das Jeschken- und Isergebirge (DGJI) wurde ein hölzerner Turm mit mehreren Aussichtsplattformen errichtet, der eine Höhe von 24 m besaß und am 24. Mai 1924 eröffnet wurde. Nach dem verdienstvollen Sektionsvorsitzenden erhielt er die Bezeichnung Max-Blaschka-Turm.
Durch den Ausbruch des Zweiten Weltkriegs konnten fällige Reparaturarbeiten am Turm nicht ausgeführt werden. Nach dem Krieg kümmerte sich niemand um die baufällige Holzkonstruktion, der Verein war aufgelöst und die deutschen Bewohner wurden vertrieben. Um 1948 fiel der Turm in sich zusammen.
Die Bewirtschaftung der Ausflugsgaststätte wurde wieder aufgenommen, jedoch waren die Gebäude immer mehr heruntergewirtschaftet. Am 20. September 1974 brannte das Riesenfass auf dem Javorník nieder und der Berg verlor damit seine Anziehung für Ausflügler. Auf dem Berg befindet sich heute ein Sendeturm von Eurotel.

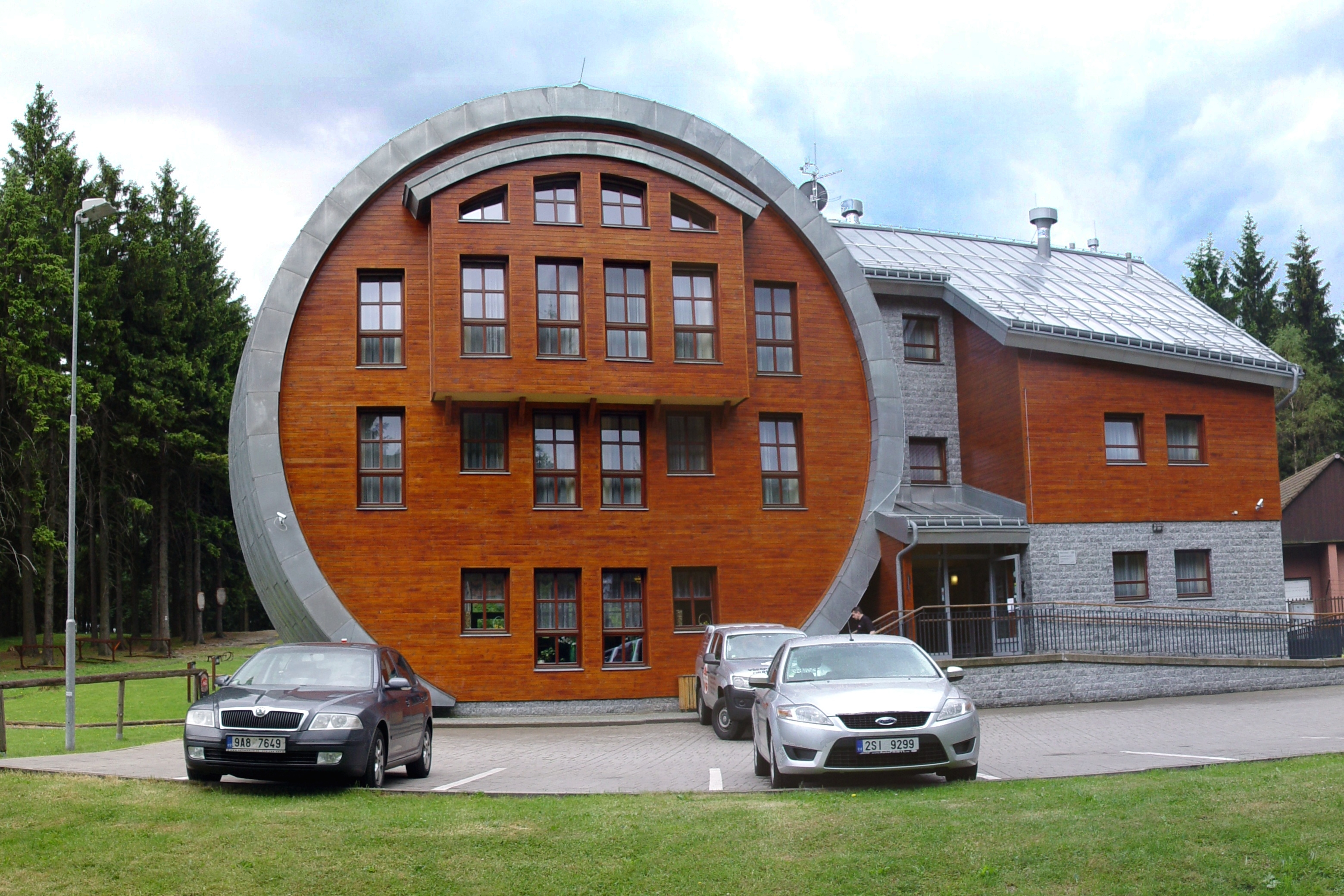
Riesenfass 2017

Heute ist an der Stelle des abgebrannten Riesenfasses die „Pension Riesenfass Javornik“ (tschechisch „Obří sud“) in Form eines Riesenfasses neu errichtet worden. Ein Sessellift führt auf den Berg. Außerdem befinden sich am Javorník neuerdings eine Sommerrodelbahn und eine Skipiste.
Ein 1931 errichteter Nachbau des Fasses oberhalb von Lázně Libverda (Bad Liebwerda) im Isergebirge dient noch heute als Gaststätte.